# Schœneck
Schœneck là một xã trong vùng Grand Est, thuộc tỉnh Moselle, quận Forbach, tổng Stiring-Wendel. Tọa độ địa lý của xã là 49° 13' vĩ độ bắc, 06° 55' kinh độ đông. Schœneck nằm trên độ cao trung bình là 207 mét trên mực nước biển, có điểm thấp nhất là 200 mét và điểm cao nhất là 281 mét. Xã có diện tích 4,06 km², dân số vào thời điểm 1999 là 2761 người; mật độ dân số là 680 người/km².

## Thông tin nhân khẩu
| 1962 | 1968 | 1975 | 1982 | 1990 | 1999 |
| ---- | ---- | ---- | ---- | ---- | ---- |
| 1882 | 2128 | 2422 | 2541 | 2375 | 2761 |